# Cooperação reforçada
Designada por integração diferencidada antes da sua regulamentação pelo Tratado de Amsterdão, a cooperação reforçada permite que alguns dos Estados-membros da União Europeia, depois de reunidos uma série de requisitos, avancem mais rapidamente do que outros no processo de integração.
Esta ideia surgiu por se verificar que nem todos os Estados-membros se encontravam em condições de progredir na integração de modo igual (ideia da Europa a várias velocidades). A cooperação reforçada constitui, no fundo, uma tentativa de compatibilizar dois objectivos necessários e inevitáveis dessa integração: o do aprofundamento e o do alargamento.
Por isso, a cooperação reforçada não deve contrariar, antes deve "favorecer" e "reforçar" o processo de integração. Deve estar aberta a todos os Estados-membros e deve ser utilizada apenas em "último recurso", quando o Conselho da União Europeia se certifique de que os objectivos visados não poderiam ser alcançados, num prazo razoável, pelo funcionamento normal dos mecanismos previstos nos Tratados.
A cooperação reforçada não pode pôr em causa o adquirido comunitário, a coesão social e económica dentro da União e deve respeitar o conteúdo dos Tratados.
O Tratado de Nice veio ainda excluir a hipótese de se avançar com uma cooperação reforçada em "questões que tenham implicações militares ou no domínio da defesa".

## Exemplos
Integração diferenciada
- A Zona Euro

Cooperação reforçada
- O Acordo de Schengen